# Tênis nos Jogos Pan-Americanos de 2019
As competições de tênis nos Jogos Pan-Americanos de 2019 foram realizadas entre 29 de julho e 4 de agosto no Club Lawn Tennis de La Exposición, em Lima. Foram disputados os torneios individual e em duplas masculino e feminino e o torneio de duplas mistas, totalizando cinco eventos.

## Calendário
| Julho / Agosto | 24 | 25 | 26 | 27 | 28 | 29 | 30 | 31 | 1 | 2                      | 3 | 4 | 5 | 6 | 7 | 8 | 9 | 10 | 11 |
| -------------- | -- | -- | -- | -- | -- | -- | -- | -- | - | ---------------------- | - | - | - | - | - | - | - | -- | -- |
| Tênis          |    |    |    |    |    |    |    |    |   | \| bgcolor="FFDF80"\|3 | 2 |   |   |   |   |   |   |    |    |

|  | Dia de competição |  | Dia de final |

## Medalhistas
Masculino
| Evento           | Ouro                                       | Prata                                        | Bronze                                     |
| ---------------- | ------------------------------------------ | -------------------------------------------- | ------------------------------------------ |
| Simples detalhes | João Menezes BRA Brasil                    | Tomás Barrios CHI Chile                      | Guido Andreozzi ARG Argentina              |
| Duplas detalhes  | Gonzalo Escobar Roberto Quiroz ECU Equador | Guido Andreozzi Facundo Bagnis ARG Argentina | Sergio Galdós Juan Pablo Varillas PER Peru |

Feminino
| Evento           | Ouro                                                | Prata                                                 | Bronze                                  |
| ---------------- | --------------------------------------------------- | ----------------------------------------------------- | --------------------------------------- |
| Simples detalhes | Nadia Podoroska ARG Argentina                       | Caroline Dolehide USA Estados Unidos                  | Verónica Cepede Royg PAR Paraguai       |
| Duplas detalhes  | Usue Arconada Caroline Dolehilde USA Estados Unidos | Verónica Cepede Royg Montserrat González PAR Paraguai | Carolina Alves Luisa Stefani BRA Brasil |

Misto
| Evento          | Ouro                                   | Prata                                         | Bronze                                      |
| --------------- | -------------------------------------- | --------------------------------------------- | ------------------------------------------- |
| Duplas detalhes | Alexa Guarachi Nicolás Jarry CHI Chile | Noelia Zeballos Federico Zeballos BOL Bolívia | Anastasia Iamachkine Sergio Galdós PER Peru |

## Classificação
Um total de 80 tenistas se qualificaram (48 homens e 32 mulheres). O país anfitrião s qualificou automaticamente com o número máximo de tenistas, seis atletas (três por sexo). Os dois primeiros colocados nos Jogos Sul-Americanos de 2018 e Jogos Centro-Americanos e do Caribe de 2018 se classificaram para o torneio em Lima. As demais vagas foram ocupadas com base no ranking da WTA e da ATP em 11 de junho de 2019. 

## Quadro de medalhas
| Ordem | País               | Medalha de ouro | Medalha de prata | Medalha de bronze |    |
| ----- | ------------------ | --------------- | ---------------- | ----------------- | -- |
| 1     | ARG Argentina      | 1               | 1                | 1                 | 3  |
| 2     | CHI Chile          | 1               | 1                |                   | 2  |
| 2     | USA Estados Unidos | 1               | 1                |                   | 2  |
| 4     | BRA Brasil         | 1               |                  | 1                 | 2  |
| 5     | ECU Equador        | 1               |                  |                   | 1  |
| 6     | PAR Paraguai       |                 | 1                | 1                 | 2  |
| 7     | BOL Bolívia        |                 | 1                |                   | 1  |
| 8     | PER Peru           |                 |                  | 2                 | 2  |
| TOTAL | TOTAL              | 5               | 5                | 5                 | 15 |